# Mario Genta
Mario Genta (1. březen 1912, Turín, Italské království – 9. leden 1993, Janov, Itálie) byl italský fotbalový záložník a později i trenér.
Fotbalovou kariéru začal v Juventusu. Nastoupil do jednoho utkání na konci vítězné sezony 1932/33. Poté rok nehrál a nakonec sezonu 1934/35 odehrál v druholigovém klubu Pavia. Od sezony 1935/36 hrál na 11 let za tým Rossoblù. S klubem s Janova získal za tuhle dobu jedno vítězství domácím poháru 1936/37. Poté kariéru dohrával v Pratu a nakonec skončil v klubu Virtus Entella.
S italskou reprezentací vyhrál MS 1938, byť byl náhradníkem a na turnaji do hry nezasáhl. Celkem za národní tým odehrál 2 utkání.
Po skončení hráčské kariéry se stal trenérem. Trénoval mnoho klubů, ale žádného velkého úspěchu nedosáhl.

## Hráčská statistika
| Sezóna  | Klub     | Liga           | Liga   | Liga | Ligové poháry | Ligové poháry | Ligové poháry | Kontinentální poháry | Kontinentální poháry | Kontinentální poháry | Celkem | Celkem |
| Sezóna  | Klub     | Soutěž         | Zápasy | Góly | Soutěž        | Zápasy        | Góly          | Soutěž               | Zápasy               | Góly                 | Zápasy | Góly   |
| ------- | -------- | -------------- | ------ | ---- | ------------- | ------------- | ------------- | -------------------- | -------------------- | -------------------- | ------ | ------ |
| 1932/33 | Juventus | Serie A        | 1      | 0    | -             | 0             | 0             | -                    | 0                    | 0                    | 1      | 0      |
| 1934/35 | Pavia    | Serie B        | 17     | 0    | -             | 0             | 0             | -                    | 0                    | 0                    | 17     | 0      |
| 1935/36 | Janov    | Serie A        | 18     | 0    | IP            | ?             | ?             | -                    | 0                    | 0                    | 18+    | 0+     |
| 1936/37 | Janov    | Serie A        | 30     | 0    | IP            | 6             | 0             | Stř.P                | ?                    | ?                    | 36+    | 0+     |
| 1937/38 | Janov    | Serie A        | 30     | 0    | IP            | 2             | 0             | Stř.P                | ?                    | ?                    | 32+    | 0+     |
| 1938/39 | Janov    | Serie A        | 28     | 1    | IP            | 4             | 0             | -                    | 0                    | 0                    | 32     | 1      |
| 1939/40 | Janov    | Serie A        | 30     | 4    | IP            | 4             | 0             | -                    | 0                    | 0                    | 34     | 4      |
| 1940/41 | Janov    | Serie A        | 30     | 0    | IP            | 1             | 0             | -                    | 0                    | 0                    | 31     | 0      |
| 1941/42 | Janov    | Serie A        | 12     | 0    | IP            | 2             | 0             | -                    | 0                    | 0                    | 14     | 0      |
| 1942/43 | Janov    | Serie A        | 21     | 0    | IP            | 3             | 0             | -                    | 0                    | 0                    | 24     | 0      |
| 1945/46 | Janov    | Národní divize | 20     | 0    | -             | 0             | 0             | -                    | 0                    | 0                    | 20     | 0      |
| 1946/47 | Prato    | Serie B        | 27     | 0    | -             | 0             | 0             | -                    | 0                    | 0                    | 27     | 0      |
| 1947/48 | Prato    | Serie B        | 33     | 1    | -             | 0             | 0             | -                    | 0                    | 0                    | 33     | 1      |
| 1948/49 | Prato    | Serie C        | 42     | 0    | -             | 0             | 0             | -                    | 0                    | 0                    | 42     | 0      |
| 1949/50 | Prato    | Serie B        | 6      | 1    | -             | 0             | 0             | -                    | 0                    | 0                    | 6      | 1      |
| Celkem  | Celkem   | Celkem         | 345    | 7    | -             | 22            | 0             | -                    | ?                    | ?                    | 367+   | 7+     |

## Hráčské úspěchy

### Klubové
- 1× vítěz italské ligy (1932/33)
- 1x vítěz italského poháru (1936/37)

### Reprezentační
- 1x na MS (1938 - zlato)